# Liu Haiping (zapaśniczka)
Liu Haiping – chińska zapaśniczka w stylu wolnym. Srebrna medalistka mistrzostw Azji w 2013 roku.